# Természetvédelmi biológia
A természetvédelmi biológia vagy konzerváció-biológia a Föld biodiverzitásának természetét és állapotát vizsgáló tudomány, azzal a céllal, hogy a fajokat és azok élőhelyét illetve az ehhez kapcsolódó ökoszisztémákat megóvja a túlzott kipusztulástól. Interdiszciplináris tudományként merít a természettudományokból, a közgazdaságtanból és a természeti erőforrásokkal kapcsolatos gazdálkodás gyakorlatából.

## A kifejezés története
A konzervációbiológia kifejezést 1978-ból származik, amikor egy a University of Californián, San Diegóban tartott konferencia címeként szerepelt. A találkozó az esőerdőirtás, a kihaló fajok és az egyes fajokon belül csökkenő genetikai diverzitás miatti aggodalom miatt jött létre. A konferencia és annak utóélete az ökológia és a populációbiológia, illetve a kor konzervációs politikái és gyakorlatai között meglévő szakadék áthidalását tűzte ki célul. A konzervációbiológia és a biológiai diverzitás fogalma egymás mellett tett szert népszerűségre, segítve ezzel a modern természetvédelmi közpolitikai gyakorlatok alakulását.

## Mi a konzerváció-biológia?
A meglévő biológiai rendszerek gyors hanyatlása miatt a konzerváció-biológiát gyakran nevezik "határidős tudománynak". Maga a tudomány szoros kapcsolatban áll az ökológiával a veszélyeztetett fajok diaszpóráira, migrációjára, effektív populációméretére, a beltenyészetre vagy a minimum életképes populációméretre vonatkozó kutatásaiban. A helyreállító ökológia jobb megértése érdekében a konzerváció-biológia nagy hangsúlyt fektet mind a politipikus, mind a monotipikus élőhelyek kutatására, melyek számos pozitív vagy negatív hatásnak vannak kitéve. A konzerváció-biológia aggodalommal figyeli azon folyamatokat, melyek hatással vannak a biodiverzitás csökkenésére, fenntartására vagy visszaállítására, továbbá nagy figyelmet fordít azon evolúciós folyamatok fenntartására melyek a genetikai, populációs, faji vagy ökoszisztéma szintű diverzitásért felelnek. Az aggodalom oka, hogy egyes becslések szerint a következő 50 év során a Földön élő fajok 50%-a kihalhat, ami hozzájárul a szegénység és az éhezés növekedéséhez, és akár az evolúció irányának is új irányt szabhat. A témával foglalkozó tudósok a biodiverzitás csökkenését, a fajok kihalását és az ezen jelenségek emberi társadalom jólétének fenntartására gyakorolt negatív hatásait kutatják.

## Története
A természetvédelmi biológiát a természet rohamos pusztulására való rádöbbenés („biodiverzitás krízis”) hívta életre.
1978-ban Soulé szervezte az első nemzetközi természetvédelmi biológia konferenciát. Szaporodtak a tudományos társaságok és konferenciák ebben a témakörben, könyvek és folyóiratok születtek (például: Conservation Biology, Biodiversity and Conservation). Az 1992. évi Riói ENSZ Környezet és Fejlődés Világkonferencia is széles körben foglalkozott a természetvédelem problémáival.

## Felosztása
- Populáció szintű természetvédelem
- Fajszintű természetvédelem
- Közösségi szintű természetvédelem
- Táj léptékű természetvédelem
- Természetvédelem nemzeti léptékben
- Kontinens léptékű természetvédelem
- Globális léptékű természetvédelem

## Kapcsolódó irodalom
- Standovár Tibor, Richard Primack: A természetvédelmi biológia alapjai
- Erdős László: Hogyan mentsünk bolygót? A természetvédelem története. Libri Kiadó, Budapest.